# Legio III Italica

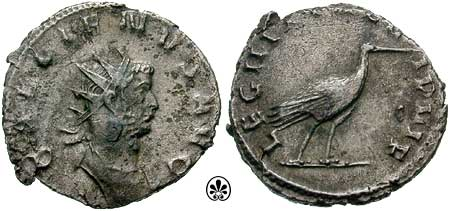
Đồng antoninianus được Gallienus phát hành vào năm 260 để tôn vinh III Italica. Biểu tượng của quân đoàn là con cò bên mặt phải.

Legio tertia Italica (quân đoàn Ý thứ ba) là một quân đoàn La Mã được hoàng đế Marcus Aurelius thành lập vào khoảng năm 165, và được sử dụng cho chiến dịch chống lại các bộ lạc Marcomanni của ông. Tên riêng Italica của nó có thể đưa ra giả thuyết rằng những tân binh ban đầu đến từ Ý. Quân đoàn vẫn còn hoạt động ở Raetia và các tỉnh khác trong những năm đầu thế kỷ thứ 5 (Notitia Dignitatum, với ngày tháng vào khoảng năm 420 SCN cho các mục của đế quốc Tây La Mã).
Cùng với các quân đoàn II Italica và I Adiutrix, III Italica đã có mặt ở các tỉnh khu vực sông Danube vào thời điểm bắt đầu chống lại các cuộc xâm lược của người Marcomanni vào các tỉnh Raetia và Noricum. Trong năm 171, họ đã xây dựng doanh trại Castra Regina, ngày nay là Regensburg.
Trong cuộc nội chiến năm 193, quân đoàn này đã ủng hộ Septimius Severus và giúp ông đánh bại các đối thủ của mình, đầu tiên là Didius Julianus, sau đó là Pescennius Niger và Clodius Albinus. Họ còn trung thành với người kế vị của Severus, hoàng đế Caracalla, và họ đã chiến đấu trong chiến dịch chống lại người Alamanni của ông ta vào năm 213.
Các vexellatio (tiểu đơn vị) của quân đoàn đã tham gia vào chiến dịch chống lại Đế chế Sassanid của hoàng đế Gordianus III trong năm 243-244, và kể từ đó tên riêng III Italica Gordiana đã được ghi chép lại
Vì là một phần của đạo quân Danube hùng mạnh, III Italica đã thường xuyên tham gia vào các cuộc tranh giành quyền lực nội bộ trong suốt thế kỷ thứ 3. Quân đoàn đã chiến đấu cho Gallienus trong cuộc chiến tranh chống lại địch thủ Postumus của ông ta, vì vậy nó đã được ban cho tên riêng VI Pia VI và VII Fidelis Pia VII Fidelis (bảy lần trung thành và trung nghĩa). Doanh trại chính của III Italica vẫn ở Regensburg, nhưng họ đã tham gia vào chiến dịch chống lại nữ hoàng Zenobia dưới sự chỉ huy của hoàng đế Aurelianus trong năm 273.